# Justas Džiugelis
Justas Džiugelis (ur. 11 lipca 1987 w Lendzieniszkach) – litewski polityk, przedsiębiorca i działacz społeczny, poseł na Sejm Republiki Litewskiej.

## Życiorys
Urodził się jako osoba niepełnosprawna – zdiagnozowano u niego zanik mięśni. Porusza się na wózku inwalidzkim. Uczył się na kursach projektowania stron internetowych prowadzonych przez centrum rehabilitacji „Valakupių reabilitacijos centras”. W 2007 ukończył szkołę średnią w Wilnie, później studiował finanse w prywatnej szkole wyższej TTVAM. W latach 2006–2007 pracował jako nauczyciel. Również w 2006 zajął się prowadzeniem działalności gospodarczej w branży telekomunikacyjnej. Początkowo prowadził firmę zajmującą się handlem detalicznym, w 2009 otworzył hurtownię. W 2014 w ramach działalności społecznej założył instytucję edukacyjną „Baltijos ugdymo centras”.
W wyborach parlamentarnych w 2016 uzyskał mandat posła na Sejm z ramienia Litewskiego Związku Rolników i Zielonych. W trakcie kadencji przeszedł do frakcji deputowanych Związku Ojczyzny. Z jego ramienia w 2020 z powodzeniem ubiegał się o poselską reelekcję. W 2024 zawiesił członkostwo w partii po tym, jak pojawiły się doniesienia o jego domniemanych związkach z lobbystą branży hazardowej.